# Roser Español Bada
Roser Español Bada (Mataró, Maresme, 11 d'octubre de 1975) és una esquiadora de muntanya i corredora de curses de muntanya i d'orientació catalana.
Competint com a membre de la Unió Excursionista Urgellenca, els anys 2004 i 2006 guanyà la Copa d'Espanya de curses de muntanya. L'any 2009 guanyà la prova de rogaine de Grandvalira, la primera realitzada als Pirineus. El mateix any guanyà l'Escanyabocs de Ferro, a l'Alt Urgell, que distingeix el millor esportista en quatre especialitats diferents. L'any 2018 es proclamà tercera en l'emblemàtica prova Ultra Pirineu. Des del 2004 al 2007 fou membre de la selecció catalana de curses de muntanya, amb la qual el 2005 guanyà el Campionat del Món de curses de muntanya i obtingué la cinquena posició en la competició individual. També ha estat membre del Club Esportiu Xinoxano Orientació i el 2009 fou campiona absoluta de la marató-O, formant equip mixt amb Biel Ràfols Perramon. També ha format part del Club AE Matxacuca, amb el qual ha competit en nombroses curses d'ultramarató. Precisament, en curses de llarga distància ha obtingut resultats destacables. Així, es classificà en tercera posició a la Primera Marató de Muntanya de Catalunya a Sant Llorenç Savall celebrada el 2014. Anteriorment, el 2004, es classificà en 2a posició a la "Marcha del Bartolo" disputada a Castelló.